# 中国共产党全国代表大会
中国共产党全国代表大会，簡稱中共党代会，每5年举行一次，由中国共产党中央委员会召集。中央委员会认为有必要，或者有三分之一以上的省一级组织提出要求時，全国代表大会可以提前举行，如无非常情况，不得延期举行。全国代表大会代表的名额、选举办法，由中央委员会决定。党的全国代表大会的职权是：听取、审查中央委员会的报告，审查中央纪律检查委员会的报告，讨论并决定党的重大问题，修改党的章程，选举中央委员会，选举中央纪律检查委员会。党的全国代表会议的职权是：讨论和决定重大问题，调整、增选中央委员会、中央纪律检查委员会的部分成员。调整、增选中央委员及候补中央委员的数额，不得超过党的全国代表大会选出的中央委员及候补中央委员各自总数的五分之一。目前，中国共产党只在1955年、1985年召开过全国代表会议。

## 中国共产党地方各级代表大会
简称“省（市、區、縣）党代会”，党的省、自治区、直辖市的代表大会，设区的市和自治州的代表大会，县（旗）、自治县、不设区的市和市辖区的代表大会，每五年举行一次。党的地方各级代表大会由同级党的委员会召集。在特殊情况下，经上一级委员会批准，可以提前或延期举行。党的地方各级代表大会代表的名额和选举办法，由同级党的委员会决定，并报上一级党的委员会批准。
党的地方各级代表大会的职权是：听取和审查同级委员会的报告；听取和审查同级纪律检查委员会的报告；讨论本地区范围内的重大问题并作出决议；选举同级党的委员会，选举同级党的纪律检查委员会。

## 中国共产党中央委员会
简称“中共中央”、“党中央”。中国共产党章程规定，中共中央每届任期五年。全国代表大会如提前或延期举行，它的任期相应地改变。中央委员会委员和候补委员必须有五年以上的党龄。中央委员会委员和候补委员的名额，由全国代表大会决定。中央委员会委员出缺，由中央委员会候补委员按照得票多少依次递补。中央委员会全体会议由中央政治局召集，每年至少举行一次。中央政治局向中央委员会全体会议报告工作，接受监督。在全国代表大会闭会期间，执行全国代表大会的决议，领导党的全部工作，对外代表中国共产党。

## 中国共产党地方各级委员会
简称“党委”。党的省、自治区、直辖市、设区的市和自治州的委员会，每届任期五年。这些委员会的委员和候补委员必须有五年以上的党龄。党的县（旗）、自治县、不设区的市和市辖区的委员会，每届任期五年。这些委员会的委员和候补委员必须有三年以上的党龄。党的地方各级代表大会如提前或延期举行，由它选举的委员会的任期相应地改变。党的地方各级委员会的委员和候补委员的名额，分别由上一级委员会决定。党的地方各级委员会委员出缺，由候补委员按照得票多少依次递补。党的地方各级委员会全体会议，每年至少召开两次。党的地方各级委员会在代表大会闭会期间，执行上级党组织的指示和同级党代表大会的决议，领导本地方的工作，定期向上级党的委员会报告工作。 
党的地方各级委员会全体会议，选举常务委员会和书记、副书记，并报上级党的委员会批准。党的地方各级委员会的常务委员会，在委员会全体会议闭会期间，行使委员会职权；在下届代表大会开会期间，继续主持经常工作，直到新的常务委员会产生为止。 
党的地方各级委员会的常务委员会定期向委员会全体会议报告工作，接受监督。

## 代表与委员会候选人的产生
候选人由党组织推荐。可以直接采用候选人数多于应选人数的差额选举办法进行正式选举；也可以先采用差额选举办法进行预选，产生候选人名单，然后进行正式选举。
正式代表出缺时還會设立候补代表，其产生办法与正式代表相同，候补代表参加党代表大会，但在会议期间只有发言权和被选举权，没有选举权和表决权。中共七大和十二大曾设立候补代表。
此外還有特邀代表。特邀代表享有代表的权利。

## 组织原则
党员个人服从党的组织，少数服从多数，下级组织服从上级组织，全党各个组织和全体党员服从党的全国代表大会和中央委员会。党的下级组织必须坚决执行上级组织的决定。下级组织如果认为上级组织的决定不符合本地区、本部门的实际情况，可以请求改变；如果上级组织坚持原决定，下级组织必须执行，并不得公开发表不同意见，但有权向再上一级组织报告。成立党的新组织，或撤销党的原有组织，必须由上级党组织决定。
- 重大决策：有关全国性的重大政策问题，只有党中央有权作出决定。

### 中共
- 中国共产党全国代表会议
- 中国共产党中央纪律检查委员会
- 中国共产党中央委员会
- 中国共产党中央委员会总书记
- 中国共产党中央委员会主席
- 中国共产党中央委员会副主席
- 中国共产党中央局
- 中國國民黨全國代表大會

### 類似
- 苏联共产党代表大会
- 巴西共產黨代表大會（英语：Congress of the Communist Party of Brazil）
- 古巴共產黨代表大會（英语：Congress of the Communist Party of Cuba）
- 中國國民黨全國代表大會
- 朝鲜劳动党全国代表大会
- 越南共產黨全國代表大會
- 老撾人民革命黨全國代表大會（英语：National Congress of the Lao People's Revolutionary Party）
- 民主進步黨全國黨員代表大會
- 南斯拉夫共產黨聯盟代表大會（英语：Congress of the League of Communists of Yugoslavia）
- 日本共产党大会

### 其它
- 黨大會
- 苏联历史
- 聯俄容共
- 共产党一党制之黨國體制
- 列宁主义、民主集中制、民主集權制
- 国际共产主义运动、共产国际
- 中华民国训政时期约法
- 中國國民黨改造方案
- 美國民主党全国代表大会（Convention）
- 美國共和黨全國代表大會（Convention）
- 美国总统提名大会（Convention）
- 英國保守黨會議（英语：Conservative Party Conference）（Conference）
- 英國工黨會議（英语：Labour Party Conference）（Conference）
- 英國自由民主黨會議（英语：Liberal Democrat Conference）（Conference）
- 委内瑞拉全国代表大会